# Colin Walsh
Pour les articles homonymes, voir Walsh.
Colin Walsh (né le 26 septembre 1989 à La Jolla, Californie, États-Unis) est un voltigeur des Brewers de Milwaukee de la Ligue majeure de baseball.

## Carrière
Joueur des Cardinal de l'université Stanford, Colin Walsh est repêché par les Cardinals de Saint-Louis au 13e tour de sélection en 2010. Il commence sa carrière professionnelle en 2010 et évolue en ligues mineures avec des clubs affiliés aux Cardinals de Saint-Louis jusqu'en 2013. Libéré au printemps 2014 par les Cardinals, qui prétextent ne plus avoir de place pour lui dans l'effectif, il est récupéré par les Athletics d'Oakland et joue avec leurs clubs affiliés en ligues mineures durant deux saisons. Les Athletics le perdent au profit des Brewers de Milwaukee lors de l'annuel repêchage de règle 5 le 10 décembre 2015. Le joueur de 26 ans impressionne les Brewers au printemps 2016, notamment par son habileté à atteindre les buts, et obtient un poste sur l'effectif qui commence la nouvelle saison.
Walsh fait ses débuts dans le baseball majeur le 4 avril 2016 à Milwaukee face aux Giants de San Francisco.